# Contea di Yifeng
La contea di Yifeng (宜丰县S, Yífēng XiànP) è una contea della Cina, situata nella provincia di Jiangxi e amministrata dalla prefettura di Yichun.